# フアン・モレノ・フェルナンデス
フアン・モレノ・フェルナンデス（Juan Moreno Fernández、1997年5月11日 - ）は、スペイン・マドリード州モストレス出身のサッカー選手。CDパレンシア・クリスト・アトレティコ所属。ポジションはFW。

## クラブ経歴
モストレスに生まれ、2007年に10歳でアトレティコ・マドリードのカンテラに加入した。2016-17シーズン開幕前にBチームへと昇格した。2016年11月30日、コパ・デル・レイのCDギフエロ戦にて後半から途中出場でトップチームデビューを果たした。
2017-18シーズン終了後にアトレティコ・マドリードを退団して以降は、セグンダ・ディビシオンB以下の下部リーグのクラブを転々としている。